# Договор пожизненного содержания с иждивением
Догово́р пожи́зненного содержа́ния с иждиве́нием — соглашение, в соответствии с которым гражданин передает принадлежащее ему недвижимое имущество в собственность плательщика ренты, а тот в свою очередь обязуется пожизненно содержать с иждивением гражданина и (или) указанного им третьего лица (лиц).

## Договор в России
В настоящее время в России нормативно-правовое регулирование договора пожизненного содержания с иждивением осуществляется специальными правилами об этом договоре, а субсидиарно — правилами о пожизненной ренте, закреплёнными в Гражданском кодексе.

### Предмет и существенные условия договора
Существенными условиями договора являются его предмет и размер рентных платежей. В качестве предмета может выступать только недвижимое имущество (квартира, жилой дом, земельный участок). Форма выплаты рентных платежей представляет собой содержание с иждивением, то есть обеспечение потребностей получателя ренты в жилье, пище, одежде и прочем, а также уход за ним, если это необходимо в силу состояния здоровья. В условия договора может быть включена обязанность рентного должника оплатить ритуальные услуги. Закон также предусматривает возможность замены содержания с иждивением на выплату ренты денежными средствами.
Так или иначе, общий объём месячного содержания, по закону, должен быть не менее двух величин прожиточного минимума. Если этот размер меньше, чем установлено в законе, то договор ничтожен. В случае, если между сторонами возникает спор об объёме содержания, которое предоставляется или должно предоставляться, он может быть передан на рассмотрение в суд. Если условия договора не позволяют суду прийти к однозначным выводам, он должен руководствоваться принципами добросовестности и разумности. Если размер рентных платежей в договоре не установлен вовсе, то такой договор считается незаключенным. Периодичность предоставления содержания законом не оговаривается — она определяется исходя из необходимости обеспечения нормальных естественных потребностей получателя ренты или может быть строго регламентирована договором.

### Стороны договора
Получателем ренты может быть только физическое лицо, передающее имущество под содержание с иждивением, либо указанное им третье лицо или несколько лиц. Плательщиком ренты, согласно общим правилам о договоре ренты, может быть любое сделкоспособное физическое или юридическое лицо.

### Прекращение договора
По общему правилу, договор пожизненного содержания с иждивением прекращается со смертью получателя ренты. Он также может быть прекращён по соглашению сторон.
Закон предусматривает возможность прекращения договора в одностороннем порядке при наличии существенного нарушения обязательства со стороны рентного должника. Так как договор относится к числу фидуциарных, то есть характер отношений участников носит лично-доверительный характер, то моральное насилие и оскорбительное отношение плательщика ренты к получателю ренты, находящемуся в материальной зависимости от него, является существенным нарушением плательщиком ренты своих обязательств и дает получателю ренты право требовать прекращения договора и, либо возврата недвижимого имущества, переданного в обеспечение пожизненного содержания, либо выплаты ему выкупной цены на условиях, установленных законом. При этом, если договор был заключён на возмездных началах, плата по нему должна быть возвращена рентному должнику с учётом износа переданного ему имущества, а расходы, понесённые им на содержание рентного кредитора, не возмещаются.

### Защита интересов рентного кредитора
Законом предусмотрены дополнительные меры защиты интересов получателя ренты, а именно:
1. Плательщик ренты вправе отчуждать, сдавать в залог или иным способом обременять имущество, приобретенное по договору, только с предварительного согласия получателя ренты.
2. Плательщик ренты обязан принимать необходимые меры для того, чтобы в период предоставления пожизненного содержания с иждивением использование указанного имущества не привело к снижению стоимости этого имущества.

Если плательщик ренты неправомерно произвел отчуждение имущества, возможность его истребования получателем ренты у третьего лица зависит, во-первых, от того, отвечает ли последнее критериям добросовестного приобретателя, а во-вторых было ли отчуждение возмездным. Если приобретатель является добросовестным и получил имущество возмездно, то оно может быть истребовано лишь в том случае, если выбыло из его владения (например, утрачено или похищено). Безвозмездно отчуждённое имущество может быть истребовано в любом случае.